# Naturschutzgebiet Bärtschiloch
Das Naturschutzgebiet Bärtschiloch ist ein Schutzgebiet in der Gemeinde Böztal im Schweizer Kanton Aargau.

## Beschreibung
Das Schutzgebiet befindet sich in einem kleinen Seitental im Quellgebiet des Effingerbachs nahe des Weilers Kästhal zwei Kilometer nordöstlich des Dorfes Effingen auf 520 m ü. M. Die bewaldete Talflanke auf der Ostseite des Effingerbachs hat den Flurnamen Bärtschi und der Geländeeinschnitt nördlich davon heisst Bärtschiloch. Auf der Ostseite erhebt sich das Plateau des Hombergs, und nördlich des Bärtschilochs liegt der Weiler Äbertsmatt.
Das Schutzgebiet besteht aus mehreren Teilflächen, die einerseits im Talgrund des Bärtschilochbachs, der ein Quellbach des Effingerbachs ist, und andererseits zwischen Rodungslichtungen bei Äbertsmatt liegen.
Der grösste Teil des Reservats ist Waldfläche. Im Tälchen des schattenreichen Bärtschilochbachs wurden neben dem Bachgraben mehrere Tümpel angelegt, die als Amphibienlaichgebiet dienen.
Auf den Wiesen im Schutzgebiet wachsen verschiedene seltene Orchideenarten.